# Migojnice
Migojnice je naselje u slovenskoj Općini Žalecu. Migojnice se nalazi u pokrajini Štajerskoj i statističkoj regiji Savinjskoj. 

## Stanovništvo
Prema popisu stanovništva iz 2002. godine naselje je imalo 700 stanovnika.